# Jim Steinman
James Richard "Jim" Steinman  (Hewlett, Nueva York, 1 de noviembre de 1947-Danbury, Connecticut, 19 de abril de 2021) fue un compositor, productor y cantautor estadounidense.

## Primeros años
Steinman nació el 1 de noviembre de 1947 en Hewlett Harbor, Nueva York, hijo de Eleanor, profesora de latín, y de Louis Steinman, propietario de un almacén de distribución de acero. Era de ascendencia judía.
Steinman se graduó en el George W. Hewlett High School en 1965. En 1963, durante su segundo año en el instituto Hewlett, Steinman ganó el concurso de ensayos de enero de Newsday sobre la historia de Estados Unidos por su ensayo sobre los que, en su opinión, eran los tres mayores inventos estadounidenses. Steinman se licenció en el Amherst College en 1969.

## Carrera
Empezó su carrera en el teatro; su trabajo más notable fue con las letras del musical Whistle Down the Wind y Tanz der Vampire. Su trabajo se ha visto reconocido con dos Premios Grammy en 1997.
También ha trabajado como arreglista, pianista y cantante. Su trabajo ha incluido canciones en el adulto contemporáneo, rock and roll, dance, pop, teatro musical y géneros puntuación película. Comenzó su carrera en el teatro musical, más notable el trabajo de Steinman en la zona incluye la letra para Cuando el viento silba y música para Tanz der Vampire. (Dance of the Vampires).
Compuso éxitos musicales como Rock and Roll Dreams Come Through (versionada inicialmente por él mismo y posteriormente por Meat Loaf), Total Eclipse of the Heart (popularizado por Bonnie Tyler), Making Love (Out of Nothing at All) de Air Supply, I’d Do Anything for Love (but I won't Do That) de Meat Loaf e It's all Coming Back to me Now de Celine Dion, entre otros.

### Salud y fallecimiento
Steinman sufrió un derrame cerebral en 2004 y perdió temporalmente la capacidad de hablar. Tuvo otro derrame cerebral cuatro años antes de su muerte.
Según el certificado de defunción del Departamento de Salud de Connecticut, Steinman murió de insuficiencia renal en un hospital de Danbury, Connecticut, el 19 de abril de 2021, a los 73 años.
Su frecuente colaborador Meat Loaf reaccionó a la muerte de Steinman diciendo: "No nos conocíamos, sino que éramos el uno para el otro"."

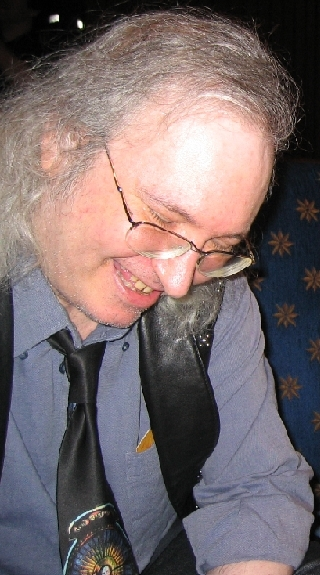
Jim Steinman en junio de 2005 en Uncasville (Connecticut) en el casino Mohegan Sun, luego de su show Over The Top, cuando un espectador del concierto le tomó esta foto mientras él firmaba autógrafos.

## Discografía (como productor)
- 1973: Food of Love, Yvonne Elliman
- 1977: Bat Out of Hell, Meat Loaf
- 1980: A Small Circle of Friends (película)
- 1981: Bad For Good, Jim Steinman
- 1983: Faster Than the Speed of Night, Bonnie Tyler
- 1983: Making Love out of Nothing at All (canción, 1983) Air Supply
- 1984: Street Of Fire (película), con las canciones Tonight Is What It Means to Be Young y Nowhere Fast de Fire Inc.
- 1984: Signs of Life, Barbra Streisand
- 1986: Secret Dreams and Forbidden Fire, Bonnie Tyler
- 1987: Floodland,  The Sisters of Mercy
- 1989: Original Sin, del grupo Pandora's Box
- 1989 : "Vision Thing" The Sisters of Mercy
- 1993: Bat out of Hell II: Back into Hell, Meat Loaf
- 1995: Free Spirit, Bonnie Tyler
- 1996: Falling into You, Céline Dion
- 1996: Whistle down the Wind, Andrew Lloyd Webber y Jim Steinman
- 1997: Tanz der Vampire (La danza de los vampiros, obra musical), Jim Steinman